# Abby Eiland
Abigaïl Eiland, plus connue comme Abby Eiland est une actrice américaine, elle a également écrit le scénario d'un épisode de la série télévisée Los Angeles 10101 en 2011.

## Filmographie
Sauf indication contraire, les informations mentionnées dans cette section peuvent être confirmées par la base de données cinématographiques IMDb,  présente dans la section « Liens externes ».

### Cinéma
- 2012 : Abby and the Lights in the Sky de Jamison Bright : Abby (sortie directe en vidéo)
- 2015 : Pure Love de Manny Martinez Hernandez : Sherry
- 2017 : Witch-Hunt de Philip Schaeffer : Mary
- 2018 : Killer Kate! d'Elliot Feld : Mel
- 2018 : Guy de Rory Dering : Holly
- 2019 : Departure de Daniel Aguera, Semih Bedir et Dustin Jenkins : Loretta

### Courts métrages
- 2007 : Santa Croce de Gavin Heffernan : Zoey
- 2008 : T d'Amanda Overton : Kiley
- 2009 : The Scientist de Matt Miller : la fille
- 2009 : Love Stinks de Josh Soskin : Lauren
- 2011 : Out of Mind de Garen Thomas : Eva
- 2013 : The Callback d'Enzo Mileti : troisième actrice
- 2016 : The Sacred Disease d'Erica Scoggins : Nicole
- 2017 : The Night Follows Closely de Stephen Jangro : Rachel
- 2018 : Girls! Girls! Girls! Or: As Tammy Withers Away de T.J. Pederson : Anais
- 2020 : The Party de Julianna Robinson : Carrie
- 2021 : Nights of Being Loose de Nickolay Shchetinkin
- 2021 : Misophonia de Julianna Robinson : Grace
- 2023 : Career Day de Chris Hooper et Jason Robinson : Zelda Hazel
- 2024 : Audrey de Julianna Robinson : Meredith

### Télévision
- 2007 : UCB Comedy Originals, série télévisée, épisode The Pelican Brief
- 2009 : Esprits criminels, série télévisée, épisode 4.16 Pleasure is my business : Allison Barnes
- 2009 : Life on Mars série télévisée, épisode 1.0 Unaired Pilot : Beth Mitchell
- 2011 : Los Angeles 10101, série télévisée, épisode 1.1 3am : Sarah (également scénariste de l'épisode)
- 2013 : Daddy Knows Best, série télévisée, épisode 2.4 Marriage Counseling
- 2013 : Danish & O'neill, série télévisée, épisodes 1.1-2
- 2017 : Knockers, série télévisée : Lisa
- 2017 : Cassidy Red de Matt Knudsen : Joe Cassidy « Red »
- 2020 : Good Cop, Horse Cop, série télévisée : Pamela